# Göran Sonnevi
Göran Sonnevi (Lund, 3 ottobre 1939) è un poeta e traduttore svedese, particolarmente sensibile agli eventi di cronaca politica come la guerra del Vietnam o la guerra in Iraq. Nel 2005 gli è stato conferito il "Piccolo Nobel" e nel 2006 il Nordisk råds litteraturpris.
Ha tradotto, dal Russo, Osip Ėmil'evič Mandel'štam, dall'Inglese Ezra Pound e dal Tedesco Friedrich Hölderlin.